# Natatolana obtusata
Natatolana obtusata is een pissebed uit de familie Cirolanidae. De wetenschappelijke naam van de soort is voor het eerst geldig gepubliceerd in 1914 door Ernst Vanhöffen.